# Stazione di Castelguelfo
Stazione di Castelguelfo vasútállomás Olaszországban, Fontevivo település Castelguelfo frazionéjában.

## Vasútvonalak
Az állomást az alábbi vasútvonalak érintik:
- Milánó–Bologna-vasútvonal

## Kapcsolódó állomások
A vasútállomáshoz az alábbi állomások vannak a legközelebb:
- Parola railway halt
- Ponte Taro railway stop